# سيدي قاسم (الساحل أولاد أحريز)
سيدي قاسم هي إحدى مشيخات المملكة المغربية، تتبع جغرافيا لإقليم برشيد وإداريًا لالساحل أولاد أحريز. يقدر عدد سكانها بـ 3244 نسمة حسب الإحصاء الرسمي للسكان والسكنى لسنة 2004.